# Irma Luz Herrera
Irma Luz Herrera Rodríguez  es una economista y política colombiana simpatizante Partido Político MIRA. Fue elegida por primera vez como representante a la Cámara por Bogotá del mismo Partido, para el periodo 2018-2022, con de 33.337 votos por la circunscripción de Bogotá. Y actual Representante a la Cámara por Bogotá para el periodo 2022-2026

## Biografía
Irma Luz Herrera Rodríguez es bogotana, graduada en economía de la Universidad Santo Tomás obtenido en el año 2004. Posteriormente realizó estudios de especialización  Gobierno, Gerencia y Asuntos Públicos, en la Universidad Externado de Colombia en el año 2013. Tiene una maestría en Gestión Pública de la Universidad de los Andes.
Ha participado en el Partido Político MIRA desde sus inicios en el año 2000, donde inició su labor social y política en el grupo Juventudes del Partido, así como en el Centro de Estudios Políticos - CEPS. 
Durante los 20 años de existencia del Partido, se ha desempeñado, entre otros, como asesora política del Concejo de Bogotá y del Congreso de la República; A partir del año 2008 ejerció como directora política regional del Partido MIRA, acompañando la labor de los diputados y concejales elegidos por el Partido, en el país; así como la organización política de la colectividad, con especial énfasis en Cundinamarca y Bogotá; Asimismo, ha apoyado en el diseño, estrategia y gerencia de las campañas electorales a nivel nacional e internacional.
En el año 2015 hasta la fecha, ejerció como vicepresidenta del Partido Político MIRA.
En el año 2018, encabezó la lista de candidatos a la Cámara de Representantes por la ciudad de Bogotá, ocupando una curul como Representante por primera vez, para el periodo 2018-2022.

## Actividad Congresional
Hizo parte de la Comisión Cuarta Constitucional de la Cámara de Representantes, una de las comisiones económicas del Congreso, como afinidad a su formación profesional. Para el primer año de legislatura (2018-2019), ejerció como Vicepresidenta de esta Comisión. 
Desde el año 2024, es miembro de la Comisión Sexta Constitucional de la Cámara de Representantes, comisión en la que trabaja especialmente los temas de  servicios públicos, la movilidad y la seguridad vial, los cuales son especial interés del Partido a lo largo de muchos años, dada su relevancia para la calidad de vida de los colombianos.
Consciente de que el empleo y el emprendimiento, son determinantes para el crecimiento económico de un país; así como la gran importancia que tiene la formalización laboral y empresarial para Colombia, ha hecho parte de la Comisión Accidental para el seguimiento y promoción de políticas para las Mipymes y el emprendimiento.
Hace parte de la Comisión Legal para la Equidad para la Mujer, y ejerció como vicepresidenta para el periodo 2020-2021, liderando propuestas y discusiones sobre de la mejora de las condiciones económicas y de estabilidad laboral de las mujeres, especialmente en tiempos de pandemia, siendo esta población una de las más afectadas por la crisis. Asimismo, destacó la importancia de las mujeres en todos los sectores de la sociedad, de manera articulada y armonizada con los hombres, y la necesidad de avanzar hacia la participación de las mujeres en escenarios científicos y tecnológicos, a partir de su inclusión en programas STEAM. Asimismo hace parte de la Comisión Accidental por la Niñez y de la Comisión Accidental para la protección y promoción de los derechos de las personas con discapacidad y sus cuidadores.
Dada la circunscripción territorial para la que ha sido electa, hace parte de la Comisión Accidental por Bogotá, así como la Comisión Accidental de seguimiento a las obras del Metro de Bogotá del Congreso de la República
Así mismo, siendo los temas ambientales uno de los de especial interés del Partido político MIRA, hace parte de la Comisión Accidental de Agua y Biodiversidad  del Congreso de la República

## Reconocimientos y condecoraciones
| Denominación del reconocimiento | Emisor del reconocimiento                                                                                | Fecha             |
| --- | --- | ----------------- |
| Egresada Destacada por “Destacada vida profesional enarbolando las banderas del bien común, al servicio de la sociedad” | Facultad de Economía de la Universidad Santo Tomás                                                       | Noviembre de 2017 |
| Mejor Cónsul del Congreso | Curso Integral de Defensa Nacional CIDENAL 2019 - Escuela Superior de Guerra General Rafael Reyes Prieto | Diciembre de 2019 |
| Mención Honorífica por “Haber participado en el Curso Integral de Defensa Nacional CIDENAL 2019 y cumplir los requisitos exigidos en el entrenamiento de Líderes por tres días, realizado en las instalaciones de la Escuela de Lanceros del Fuerte Militar de Tolemaida los días 24, 25 y 26 de enero de 2019”. | Centro Nacional de Entrenamiento - Comando de la Escuela de Lanceros de Colombia                         | Enero de 2019     |